# Komo
Komo é um departamento da província de Estuaire, no Gabão.